# Jerzy Słonka
Jerzy Słonka (ur. 22 września 1949 w Sosnowcu) – polski aktor telewizyjny, teatralny i filmowy.

## Życiorys
Zadebiutował w 1980 r. maleńką rolą w filmie Miś. W 1982 zdał aktorski egzamin eksternistyczny. Znany przeważnie z małych ról w takich produkcjach, jak Ekstradycja i Quo vadis. W serialu Rodzina zastępcza zagrał wyrazistą rolę Lesia, męża Jadzi.

## Filmografia
- 1980: Miś – przedstawiciel brygady młodzieżowej zobowiązujący się do zaciągnięcia warty przy paróweczkach
- 1982: Dom – strażnik w areszcie (odc. 10)
- 1988: Akwen Eldorado – Byczyk, szef klubu sportowego
- 1989: Odbicia – mężczyzna na przyjęciu u Szcześniaków
- 1990: Życie za życie. Maksymilian Kolbe – złodziej węgla
- 1990: Mów mi Rockefeller – skupujący kołki
- 1990: Domena władzy – mężczyzna dobijający się do toalety
- 1991: Pogranicze w ogniu – pan Józef, zawiadowca stacji w Tczewie (odc. 17)
- 1991: Kuchnia polska – tragarz (odc. 2)
- 1991: Kuchnia polska – tragarz
- 1991: Głos
- 1992: Kawalerskie życie na obczyźnie
- 1993–1994: Zespół adwokacki – Czesław Kudela, klient Krzysztofa (odc. 1, 3 i 9)
- 1993: Czterdziestolatek. 20 lat później – Czesiek, sąsiad Karwowskich (odc. 5)
- 1994: Zawrócony – milicjant na zabawie na wsi
- 1994: Bank nie z tej ziemi – szef Godka (odc. 13)
- 1995: Pułkownik Kwiatkowski – major Kowalski
- 1995: Dzieje mistrza Twardowskiego
- 1997–2011: Klan – Stefan Klosecki, niemiecki biznesmen
- 1998: Ekstradycja 3 – celnik współpracujący z Jurijem (odc. 6)
- 1999: Palce lizać – komisarz Zenek (odc. 6-8)
- 1999: Na plebanii w Wyszkowie 1920 – żołnierz Armii Czerwonej
- 1999: Moja Angelika – członek grupy dochodzeniowej oglądający kasety video
- 1999: Ja, Malinowski (odc. 5)
- 2000: Sukces – Mieczysław Brzóska, zabity naczelnik Urzędu Celnego na Okęciu
- 2000–2009: Rodzina zastępcza – Mikołaj (odc. specjalny); Lesio, mąż Jadzi
- 2000–2001: Miasteczko – Olek, członek zarządu Zagórzyna
- 2000: 13 posterunek 2 – cukiernik (odc. 23)
- 2001: Quo vadis – senator Witeliusz
- 2002: Zemsta – ksiądz
- 2002: Wiedźmin (serial) – karczmarz z Novigradu (odc. 7)
- 2002–2010: Samo życie – taksówkarz
- 2002: Quo vadis – senator Witeliusz
- 2002–2007: Plebania – wójt Tulczyna (odc. 210); ksiądz Bazyli (odc. 894)
- 2003: Sąsiedzi – sierżant (odc. 27)
- 2004: Stacyjka – Fredzia, bufetowa w karczmie Hubertus
- 2004: Męskie-żeńskie – taksówkarz (odc. 4)
- 2005: Tak miało być – listonosz (odc. 1)
- 2005: Lokatorzy – Antoni, wujek barmana w „Muszelce”, inwestor zainteresowany kawiarnią Jacka (odc. 218)
- 2005: Klinika samotnych serc – jubiler (odc. 5)
- 2005: Egzamin z życia – grubas (odc. 26)
- 2005: Boża podszewka II – mężczyzna w biurze PUR-u (odc. 1)
- 2006: Złotopolscy – chłop (odc. 816)
- 2006: U fryzjera – radny Baran (odc. 2)
- 2006: Magda M. – Karol Rudziak (odc. 21)
- 2006: Kryminalni – szef agencji ochrony, były szef Malaka (odc. 63)
- 2007: Jutro idziemy do kina – urzędnik
- 2007: Dwie strony medalu – majster
- 2007: Determinator – barman Stanisław Martynek „Biedrona” (odc. 4 i 6)
- 2007: Braciszek – brat Placyd
- 2008: Teraz albo nigdy! – cukiernik (odc. 15)
- 2008: Skorumpowani – ksiądz
- 2008: Skorumpowani – ksiądz
- 2008: Hotel pod żyrafą i nosorożcem – Tomasz Wątróbka (odc. 4)
- 2008–2013: Czas honoru – 4 role: pacjent; handlarz na bazarze; sprzedawca lizaków; dozorca Mazurek
- 2010: Fenomen – cieć
- 2014: Przyjaciółki – mężczyzna w supermarkecie (odc. 27)
- 2014: Prawo Agaty – właściciel zajazdu (odc. 56)
- 2014: Baron24 – bioenergoterapeuta Leszek Ślepak (odc. 21 i 26)

## Dubbing
- 2010: Ciekawski George – portier
- 2010: Tom i Jerry i Sherlock Holmes – dr Watson
- 2009: Janosik. Prawdziwa historia
- 2008: Mów mi Dave
- 2007: Poszukiwanie nieskończoności –
  - Robot Strażnik,
  - Gurney
- 2006–2010: Chaotic – Ulmar
- 2005–2008: Mój partner z sali gimnastycznej jest małpą – trenerka Skrzelak
- 2005–2008: Harry i wiaderko pełne dinozaurów – Sid
- 2005: Power Rangers Dino Grzmot – Dr Norton Morton
- 2005: Mój partner z sali gimnastycznej jest małpą – trenerka Skrzelak
- 2004: W 80 dni dookoła świata
- 2003: Wojownicze Żółwie Ninja –
  - dr Baxter Stockman (oprócz odc. 63),
  - Olbrzym, jeden z Purpurowych Smoków (odc. 1),
  - policjant Sarge (odc. 1),
  - ojciec chłopca (odc. 5),
  - technik klanu Foot (odc. 6),
  - Rada Utromsów (odc. 7, 10, 18, 23, 25-26),
  - bezdomny#2 (odc. 9),
  - Czyściciel (odc. 9),
  - jeden z Foot Ninja (odc. 11),
  - reporter TV (odc. 12, 55),
  - naukowiec w filmie (odc. 13),
  - naukowiec pracujący nad mutantami (odc. 13-14),
  - pan Mortu (odc. 26),
  - jeden z żołnierzy Federacji (odc. 27-28, 30, 45-46, 58-59),
  - kosmita (odc. 28),
  - jeden z Triceratonów (odc. 28-29, 54-59),
  - więzień odesłany na igrzyska (odc. 29),
  - jeden z więźniów (odc. 29),
  - Raz (odc. 30-31),
  - Kleik (odc. 30),
  - Zed (jedna scena – błąd dubbingu, odc. 31),
  - jeden z Utromsów (odc. 32, 34, 78),
  - Gyoji (odc. 36, 49-52, 75),
  - Harry Parker (odc. 37),
  - sługa Czyściciela (odc. 43),
  - Szalony Manny (odc. 44),
  - Timmy (odc. 44),
  - Doktor Kopuła (odc. 48),
  - pielęgniarz (odc. 50),
  - właściciel sklepu z zabawkami (odc. 53),
  - bezdomny#1 (odc. 53, 57),
  - żołnierz (odc. 54),
  - jeden ze światowych przywódców (odc. 54),
  - robot generała Blanque’a (odc. 59),
  - nowojorczyk#2 (odc. 60),
  - jeden z członków Furii (odc. 62),
  - złodziej#1 (odc. 63),
  - ochroniarz (odc. 63),
  - Stevie (odc. 65),
  - głos alarmu (odc. 69),
  - syn Daimyo (odc. 69, 71-75),
  - alternatywny dr Baxter Stockman (odc. 73),
  - strażnik w zamku Pana Hebi (odc. 74),
  - jeden z żołnierzy (odc. 77)
- 2003: Tutenstein – Bes
- 2003: Power Rangers Ninja Storm – Shimazu
- 2002–2007: Naruto – Gatō
- 2001–2004: Liga Sprawiedliwych – Glorious Godfrey
- 2001–2003: Gadżet i Gadżetinis – Dr Klauf
- 2000–2002: Owca w Wielkim Mieście – Wściekły Naukowiec
- 1998–2004: Atomówki – Jeden z oszustów (odc. Poparzenie słoneczne)
- 1996–2003: Laboratorium Dextera – Jeden z Bandytów
- 1996: 101 dalmatyńczyków – Baryła
- 1995: Nowe przygody Madeline
- 1995: Co za kreskówka!
- 1994: Śnięty Mikołaj
- 1995: Patrol Jin Jina
- 1992–1994: Mała Syrenka
- 1989–1992: Chip i Dale: Brygada RR –
  - pelikan, który chciał dostać wypłatę od Spaślaka za towar (odc. 14),
  - jeden z nietoperzy wynajętych przez Spaślaka (odc. 15)
  - Ignacy Stanisławski, wynalazca robokota (odc. 27)
  - jeden z nietoperzy wynajętych przez Spaślaka (odc. 15),
  - małpa z zoo, w którym kradziono orzeszki ziemne (odc. 18)
  - Ignacy Stanisławski, wynalazca robokota (odc. 27),
  - kierowca ciężarówki z sardynkami (odc. 29),
  - złoczyńca z serialu o Czerwonym borsuku (odc. 32),
  - Hej Ty (odc. 54)
- 1988–1991: Nowe przygody Kubusia Puchatka
- 1987–1990: Kacze opowieści (stara wersja dubbingu) –
  - urzędnik udzielający ślubu Sknerusowi i Milionerze (odc. 8),
  - kapitan Jack, rybak (odc. 24),
  - kapitan piratów (odc. 26),
  - strażnik w fabryce lodów (odc. 28),
  - Tex Kundel, kowboj udający ducha Jessie Jonesa (odc. 36),
  - Persival, członek Klubu Odkrywców (odc. 45),
  - Overlord Bulvan, dowódca Krągków (odc. 50),
  - profesor Karol Widziałło, pasażer aeropływaka (odc. 65),
  - Balon, Brat Be z Kaczych Gór (odc. 72),
  - sprzedawca w cukierni (odc. 73),
  - Teoś Śmieć, sąsiad Sknerusa (odc. 75),
  - Melvis, gwiazda pop (odc. 78)
- 1987–1988: Babar
- 1987: Diplodo – Gumek
- 1986–2003: Trzy misie – Borsuk
- 1985: 13 demonów Scooby Doo
- 1984–1987: Łebski Harry
- 1983–1986: Inspektor Gadżet – Dr Klauf (nowy dubbing) / Dr Gang (stary dubbing)